# Parc Juràssic III
Parc Juràssic III (títol original en anglès: Jurassic Park III) és una pel·lícula de ciència-ficció i thriller americana estrenada el 2001 i és la tercera part de la franquícia de Jurassic Park. És l'única pel·lícula en la saga que no és dirigida per Steven Spielberg (tot i ser produït per la seva companyia de producció, Amblin Entertainment) ni es basa en cap llibre de Michael Crichton, tot i que nombroses escenes en la pel·lícula van ser preses de dos llibres de Crichton, Parc Juràssic i The Lost World. La pel·lícula té lloc a l'illa Sorna, en la costa del pacífic de l'Amèrica Central, l'illa de la segona pel·lícula. Ha estat doblada al català.
Després de l'èxit de Parc Juràssic, Joe Johnston va preguntar a Steven Spielberg si podria dirigir l'adaptació cinematogràfica de The Lost World, la continuació de Parc Juràssic. Mentre que l'Spielberg volia fer el projecte, es va comprometre a dirigir qualsevol de les futures continuacions de Johnston. Spielberg va quedar involucrat en la pel·lícula en convertir-se en el productor executiu. Tres anys després de l'estrena de El món perdut, la producció de la tercera pel·lícula es va iniciar l'agost de 2000.
Jurassic Park III es va estrenar el 16 de juliol de 2001 i es va estrenar a les sales el 18 de juliol. Malgrat un gran èxit comercial, la pel·lícula es va estrenar amb moltes crítiques. La recaptació va ser de 368,8 milions de dòlars a tot el món contra un pressupost de 93 milions de dòlars, convertint-se així en la 8a pel·lícula més taquillera de 2001; tanmateix, és el lliurament amb menys recaptació de la franquícia fins llavors. El 2015, va ser seguit per Jurassic World, que va iniciar la trilogia seqüela del mateix nom.

## Trama
Eric Kirby de dotze anys d'edat i el xicot de la seva mare, Ben Hildebrand, estan fent paravelisme a prop de la restringida Illa Sorna. Quan el vaixell entra en una espessa boira, la tripulació és assassinada per un atacant desconegut, el que va fer que Ben desvingués el cable que els mantenia units abans que el vaixell s'estavellés contra les roques. Eric i Ben van a la deriva cap a l'illa.
Vuit setmanes més tard, el paleontòleg Dr. Alan Grant lluita per aconseguir finançament per a la seva investigació Velociraptor i rebutja l'obsessió del públic pels esdeveniments a l'Illa Nublar. Grant discuteix la seva investigació amb l'antiga col·lega Ellie, plantejant la hipòtesi que els velociraptors estaven avançats intel·lectualment i socialment fins i tot més enllà dels primats. A Montana, el seu assistent, Billy Brennan, utilitza una impressora tridimensional per replicar una laringe de Velociraptor.
Paul i Amanda Kirby, una parella aparentment rica, s'ofereixen a finançar la investigació d'en Grant si els fa un recorregut aeri il·legal per l'Illa Sorna. Grant accepta de mala gana, volant també amb en Billy, així com dos dels socis mercenaris dels Kirby (Udesky i Cooper) i el seu pilot (Nash). Grant s'assabenta que els Kirby tenen la intenció d'aterrar; protesta, però Cooper el deixa inconscient. Grant es desperta i descobreix que el grup ha aterrat, tot i que tornen a pujar a l'avió quan un gran teròpode s'apropa a la pista, deixant enrere en Cooper. Durant l'enlairament, un Espinosaure emergeix i devora en Cooper. L'avió colpeja el dinosaure i s'estavella contra els arbres. L′Espinosaure ataca l'avió i es menja en Nash, que té el telèfon per satèl·lit d'en Paul. Els supervivents fugen, només per trobar-se amb un Tiranosaure. Els dos dinosaures lluiten, i l′Espinosaure mata el Tiranosaure mentre els humans s'escapaven.
Grant s'enfronta furiós als Kirby, que revelen que són una parella divorciada de classe mitjana, que busca el seu fill Eric i el xicot de l'Amanda, en Ben. Les agències governamentals es van negar a ajudar, així que van enganyar en Grant i el van portar, creient erròniament que tenia experiència a l'Illa Sorna. El grup comença a buscar l'Eric i en Ben, mentre viatgen a la costa. Troben el cadàver d'en Ben enganxat al paracaigudes, que en Billy agafa. També ensopeguen amb un niu de Velociraptor, i en Billy secretament fica dos ous a la seva bossa.
Aviat descobreixen un complex d'InGen, on un Velociraptor els embosca, abans de vocalitzar per a la seva manada. Els humans escapen dins d'un ramat de Coritosaure i Parasaurolophus, provocant una estampida; Grant i Udesky es separen dels altres, que es refugien als arbres. Els Velociraptors fereixen a Udesky i així intenten atraure en Paul, l'Amanda i en Billy perquè el rescatin; la seva trampa no té èxit, i aviat maten l'Udesky. En un altre lloc, en Grant observa que la manada es comunica i sospita que estan buscant alguna cosa; mentre intenta escapar, li embosquen. Apareix l'Eric, dispersant l'atac amb bombones de gasos lacrimògens, abans de portar en Grant a un camió de subministrament bolcat on s'ha estat refugiant. L'endemà al matí, es retroben amb en Billy i els Kirby, i escapen per poc de l′Espinosaure de nou.
Grant, desconfia d'en Billy, revisa la seva bossa i veu els ous de Velociraptor, que en Billy diu que tenia previst vendre per finançar el lloc d'excavació. En Grant decideix quedar-se amb els ous, amb l'esperança que els Velociraptors deixin anar el grup si els ous són retornats. El grup entra en un aviari, que s'adonen que està ple de Pteranòdons. Un ramat ataca el grup i se'n va volant amb l'Eric. En Billy el rescata fent servir el paracaigudes; aleshores el ramat ataca en Billy, que aparentment ha mort. Abordant una barcassa, el grup s'escapa de l'aviari però sense voler deixa la gàbia desbloquejada. Aquella nit, recuperen el telèfon de satèl·lit que sonava d'una pila de femtes d′Espinosaure. En Grant es posa en contacte amb l'Ellie per demanar ajuda, però l′Espinosaure els ataca. El combustible del vaixell es filtra a l'aigua, i en Grant l'encén amb una pistola de bengales, obligant l′Espinosaure a fugir.
L'endemà, el grup escolta el so de l'oceà i arriba a la costa, però són emboscats pels Velociraptors, que han vingut a buscar els ous. En Grant utilitza la rèplica de la laringe per confondre la manada fent pensar que altres Velociraptors necessiten ajuda. En escoltar helicòpters llunyans, els Velociraptors deixen anar el grup i reclamen els seus ous abans de desaparèixer a la selva. Els Marines i l'Armada, convocats per Ellie, aterren a la platja i rescaten els supervivents. En un helicòpter militar, descobreixen que en Billy també ha estat rescatat. Observen els pteranòdons ara alliberats volant al seu costat mentre surten de l'illa.

## Repartiment
- Sam Neill com a Dr. Alan Grant, paleontòleg i supervivent de l'incident a l'Illa Nublar
- William H. Macy com a Paul Kirby, l'exmarit d'Amanda i el pare d'Eric
- Téa Leoni com a Amanda Kirby, l'exdona de Paul i la mare d'Eric
- Alessandro Nivola com a Billy Brennan, assistent del Dr. Grant
- Trevor Morgan com a Eric Kirby, el fill d'en Paul i l'Amanda que es perd a l'Illa Sorna
- Michael Jeter com a Udesky, el soci mercenari dels Kirby
- John Diehl com a Cooper, el soci mercenari secundari dels Kirby
- Bruce A. Young com a M.B. Nash, el pilot de l'avió del grup
- Laura Dern com a Ellie Sattler, una autora i paleobotànica que va visitar l'Illa Nublar amb Alan a la primera pel·lícula.
- Taylor Nichols com a Mark, el marit d'Ellie que treballa per al Departament d'Estat
- Mark Harelik com a Ben Hildebrand, el xicot de l'Amanda que fa paravel·lisme amb Eric
- Julio Oscar Mechoso com a Enrique Cardoso, l'operador del paravel·lisme
- Blake Bryan com a Charlie Degler, el fill d'en Mark i l'Ellie

## Producció
Quan la pel·lícula de Steven Spielberg Parc Juràssic es va estrenar el 1993, el seu amic Joe Johnston es va interessar a dirigir una possible seqüela. Tot i que Spielberg esperava dirigir la primera seqüela, va acceptar que Johnston podria dirigir una possible tercera pel·lícula. La segona pel·lícula, titulada El món perdut: Jurassic Park, inclou una escena que mostra un Tyrannosaurus arrasant per San Diego; Spielberg tenia la intenció d'utilitzar aquesta escena per a una tercera pel·lícula, però més tard va decidir afegir-la a la segona pel·lícula després d'adonar-se que probablement no dirigiria una altra pel·lícula de la sèrie. Després de l'estrena de la segona pel·lícula el maig de 1997, Spielberg estava ocupat amb altres projectes; quan li van preguntar sobre la possibilitat d'una tercera pel·lícula de Parc Juràssic, va respondre que li donaria un gran mal de cap fer-la. Spielberg no tenia cap intenció de tornar a la sèrie Parc Juràssic com a director, afirmant que les pel·lícules eren difícils de fer. Havia estat satisfet amb la direcció de les pel·lícules anteriors i sentia que la tercera pel·lícula necessitava algú nou per fer-se càrrec. Després de l'estrena de la segona pel·lícula, Johnston va tornar a preguntar a Spielberg sobre la direcció d'una seqüela de Parc Juràssic.

### Pre-producció
Universal Pictures va anunciar la pel·lícula el juny de 1998, amb Spielberg com a productor. Michael Crichton, que va escriure les novel·les Parc Juràssic, havia de col·laborar amb Spielberg per crear una història i escriure un guió, tot i que Johnston va dir més tard que Crichton no tenia cap implicació amb el projecte. La pel·lícula es va estrenar inicialment a mitjans de l'any 2000. Spielberg va idear inicialment una història que involucrava al Dr. Alan Grant, que es va descobrir que vivia en una de les illes d'InGen. Segons Johnston: "S'havia colat, després de no poder investigar els dinosaures, i vivia en un arbre com Robinson Crusoe. Però no em podia imaginar que aquest senyor volgués tornar a cap illa que tingués dinosaures després de la primera pel·lícula".
Craig Rosenberg, que abans va escriure i dirigir Hotel de Love, va començar a escriure el primer esborrany de Parc Juràssic III el juny de 1999. Spielberg i Johnston van quedar impressionats pel treball anterior de Rosenberg, que incloïa guions de thriller per a la companyia de Spielberg DreamWorks. L'esborrany de Rosenberg va implicar adolescents que es van quedar abandonats a Illa Sorna, i incloïa una seqüència que implicava el rèptil aquàtic Kronosaurus, que no apareixia a la pel·lícula final. Una altra escena abandonada implicaria personatges en motocicletes que intenten evadir Velociraptors.
Johnston va ser anunciat com a director de la pel·lícula l'agost de 1999, amb Rosenberg encara adjunt. Spielberg va donar total llibertat creativa a Johnston, que va dir que Spielberg "ha assenyalat fermament que no hauria d'intentar copiar-lo". S'esperava que la producció comencés a principis de l'any 2000. Les pel·lícules anteriors es van rodar a Hawaii, i l'illa de Kauai va ser el lloc de rodatge preferit per a la tercera pel·lícula, encara que no es prendrien decisions fins a la finalització del guió. L'esborrany de Rosenberg sobre adolescents a Illa Sorna va ser rebutjat el setembre de 1999. Johnston va dir que "no era un guió mal escrit", però va pensar que els espectadors no voldrien veure una història així, també dient que es va llegir com un mal episodi de Friends.

#### Guió de Buchman
Peter Buchman va ser contractat per reescriure l'esborrany de Rosenberg, i ho va fer a principis del 2000. L'esborrany de Buchman implica dinosaures que causen una sèrie de misteriosos assassinats a terra ferma, seguits d'una investigació. El guió també té una història paral·lela que inclou Alan Grant, Billy i un aterratge familiar a l'illa Sorna.
El projecte comença amb una parella de vacances que va en paravent per l'illa Sorna, convertint-se en els últims turistes que hi han desaparegut. Un representant del Departament d'Estat dels Estats Units, Harlan Finch, va a Costa Rica i coneix l'ecologista Simone Garcia, que l'informa d'un recent atac de dinosaures. Mentrestant, en Grant busca donants financers per a un laboratori d'investigació de Velociraptors que vol construir a l'illa Sorna. En Finch ofereix en Grant drets de recerca exclusius a l'illa si ajuda el govern dels Estats Units a adquirir-hi jurisdicció. En Grant es posa d'acord i preveu declarar juntament amb Simone en una audiència, que tindria lloc l'endemà a San José, Costa Rica.
Grant també coneix en Paul Roby, un home de negocis ric que li ofereix una donació si organitza una visita aèria per l'illa Sorna. En Grant s'hi posa d'acord, i sobrevolen l'illa abans de l'audiència, juntament amb l'estudiant de grau d'en Grant, en Billy Hume i el fill de 12 anys d'en Paul, en Miles, un entusiasta dels dinosaures. A la visita també hi ha el guardaespatlles d'en Paul, en Cooper, i Susan Brentworth, associada de negocis i xicota d'en Paul. L'avió es veu obligat a aterrar a l'illa després de colpejar un objecte no identificat. Quan torna a enlairar-se, colpeja un Espinosaure i s'estavella. Aleshores, la història alternaria entre l'illa i San José. L'audiència revelaria que els atacs de dinosaures s'han produït a diversos llocs continentals, des de la península de Baixa Califòrnia fins a Panamà. En Finch es preocupa perquè els dinosaures es reprodueixin, cosa que suposa un problema mundial.
Les escenes de l'illa es reproduirien en gran part igual que la pel·lícula final, tot i que les seqüències de l'aviari i del laboratori InGen eren molt més llargues i complexes en aquest esborrany. Una part del guió implicaria que els humans passessin la nit al laboratori i la convertessin en la seva base d'operacions, tot i que els Velociraptors finalment s'introduirien al laboratori, després que en Billy els robés els ous. Els humans s'escaparien amb motocicletes de terra i més tard es refugiarien a les copes dels arbres. En Cooper moriria pels Velociraptors mentre protegés en Miles, i en Billy moriria a causa d'un Pteranodon durant la seqüència de l'aviari. A prop del final de l'esborrany, el govern dels Estats Units envia avions de combat per bombardejar l'illa i destruir la seva població de dinosaures. En el procés, en Roby és descobert per un pilot i ell i la seva família són rescatats de l'illa. Tanmateix, en Grant es nega a marxar i, en la seva escena final, es retira a la selva, incorporant la idea inicial de Spielberg.
Aquestes escenes finals van inspirar el títol Jurassic Park: Extinction, encara que els cineastes es van decidir en contra d'aquest nom perquè semblava suggerir un final definitiu a la franquícia. Johnston també el va considerar un títol vague, amb Extinció potencialment referint-se als dinosaures, la població humana o en Grant. Finalment, el nom es va simplificar com a Parc Juràssic III. Johnston va dir que ningú li agradava "particularment" el títol "però segur que sabies què significava". Altres títols potencials inclouen Jurassic Park: Breakout i The Extinction: Jurassic Park 3.
Es van buscar llocs de rodatge per a aquest esborrany, inclosa Fiordland, Nova Zelanda, que abans es va considerar com a ubicació per a la pel·lícula anterior. Al març de 2000, Maui, Hawaii, segons es va informar, havia estat escollit en lloc de Nova Zelanda.

#### Càsting i més guions
Sam Neill va signar amb el projecte el juny de 2000, repetint el seu paper de la primera pel·lícula com el Dr. Alan Grant. Johnston més tard va descriure en Grant a la tercera pel·lícula com a més cínic i sarcàstic després de l'experiència del personatge a la primera pel·lícula. Neill estava content de tornar, ja que sentia que la seva actuació a la primera pel·lícula podria haver estat millor. Hawaii es va confirmar com a lloc de rodatge per a un rodatge de tres setmanes. i s'esperava que el rodatge trigués 18 setmanes. El rodatge estava previst que comencés a l'agost de 2000, amb una estrena prevista el juliol de 2001. William H. Macy inicialment va rebutjar el seu paper a causa de conflictes de programació, així que el rodatge es va retardar un mes. Macy havia estat treballant amb Laura Dern a la pel·lícula del 2001 Focus, i ella el va instar a acceptar el paper per a Parc Juràssic III. Trevor Morgan i Téa Leoni van ser anunciats posteriorment com a membres del repartiment.
Johnston va considerar que l'esborrany de Buchman era massa complicat, sobretot per aconseguir que Alan Grant tornés a una illa de dinosaures. Quan el guionista David Koepp va mantenir discussions amb Johnston, Koepp va suggerir la trama més senzilla de la "missió de rescat". Koepp havia escrit les dues pel·lícules anteriors, però no va participar en l'escriptura del guió Jurassic Park III. El juliol del 2000, unes cinc setmanes abans de començar el rodatge, Johnston i Spielberg van rebutjar tot el segon guió perquè no n'estaven satisfets; Ja s'havien gastat 18 milions de dòlars en la pel·lícula, que havia estat dissenyat i pressupostat. També s'havien començat a construir alguns sets d'escenaris. El rebuig es va produir després que Johnston i Spielberg aprovéssin la idea de la història de Koepp, creient que era superior a la història anterior. Moltes seqüències del segon esborrany rebutjat, i algunes de l'esborrany original, es van incorporar a la pel·lícula final com una forma de salvar el treball que s'havia posat en el projecte fins aquell moment. En aquell moment, el Monument Nacional Dinosaure d'Utah i una base militar a Oahu estaven sent considerats com a llocs de rodatge.
Alexander Payne i Jim Taylor va començar a reescriure el guió de Buchman el juliol de 2000, mentre que Spielberg va signar un acord amb Universal per rebre el 20% dels beneficis de la pel·lícula. Payne i Taylor van ser contractats per millorar els personatges i la història de la pel·lícula, ja que el guió consistia principalment en acció. Es van sorprendre de rebre l'oferta d'escriptura, ja que el projecte era diferent de les pel·lícules anteriors en què havien treballat, però Universal havia quedat impressionat amb la seva reescriptura a la pel·lícula d'estudi Els pares d'ella. Payne i Taylor no eren fanàtics de la franquícia Parc Juràssic, tot i que Taylor va gaudir de la seva premissa. Els dos guionistes van veure les pel·lícules anteriors de Parc Juràssic i van passar les quatre setmanes següents escrivint el seu esborrany pel guió.
Payne i Taylor havien escrit anteriorment Ciutadana Ruth (1996), protagonitzada per Dern. També havia interpretat a Ellie a la primera pel·lícula de Parc Juràssic. El personatge estava absent de l'anterior guió de Parc Juràssic III, així que Payne i Taylor van decidir escriure una petita part perquè Dern reprengués el paper. Al principi, va dubtar a reaparèixer només per fer un cameo, així que Spielberg va suggerir que Ellie tingués un paper important en la salvació dels personatges de l'illa. Dern estava convençut després de saber que Payne i Taylor estaven treballant en el guió. En un esborrany, els personatges de Neill i Dern eren una parella en procés de separació. Johnston va dir: "Ja no volia veure'ls com a parella. Per una banda, no crec que semblin una parella. Seria incòmode veure'ls encara junts. I Laura Dern no ho sembla ja que ha envellit 15 anys!"
Buchman va fer revisions posteriors al guió, i John August també hi va fer un treball no acreditat. Gran part de l'humor afegit per Payne i Taylor no es va utilitzar a la pel·lícula final. Segons Payne: "Els vam donar un nou guió, i després vam veure la pel·lícula, i tot és acció. Van treure la resta!" El crèdit del guió finalment va ser per a Buchman, Payne i Taylor. Johnston va descriure la pel·lícula final com més senzilla, més ràpida i més intensa que les pel·lícules anteriors.

### Filmació
Un esborrany final del guió mai es va completar durant la producció. Tot i que el primer acte estava majoritàriament al seu lloc, la part central del guió no era tan completa i el final encara s'havia d'escriure. La fotografia principal va començar el 30 d'agost de 2000, i va durar cinc mesos. Filmar el guió va ser un procés llarg a causa dels preparatius tècnics abans de les escenes. Macy va criticar el projecte durant el rodatge. En comentar el lent ritme de rodatge, Macy va dir "faríem un quart de pàgina, [o] alguns dies, una vuitena part. I això seria un jornada completa de 12 hores". Johnston va dir que el rodatge finalment va superar l'horari uns quants dies, principalment a causa del temps i problemes tècnics inesperats, tot i que estava satisfet amb com va resultar el calendari tenint en compte aquests problemes.
Macy també va assenyalar que el productor executiu Spielberg no es va veure al plató, malgrat una cadira que portava el seu nom que sempre estava present, i Macy va dir: "No saps si és una amenaça o una promesa!" Spielberg estava ocupat creant la pel·lícula del 2001 A.I. Artificial Intelligence. Tot i que Macy va quedar impressionat amb les imatges de Parc Juràssic III, va criticar que el projecte comencés sense un guió acabat: "El guió ha anat evolucionant i s'ha tornat a escriure a mesura que rodàvem, i el que dirieu és:"Qui llançaria un vaixell de 100 milions de dòlars sense timó, i qui és acomiadat per això? Però és així, així és com fan aquestes pel·lícules... gran cosa. Crec que algú hauria de ser despedit, però jo no sóc el responsable". Johnston va dir que els actors van passar per un rodatge de producció incòmode i que Macy pot haver fet simplement els comentaris crítics en un mal dia de rodatge. Quan la pel·lícula s'acostava a la seva estrena, Macy va dir: "Va ser la cosa més sorprenent que he fet mai en aquest negoci".
Johnston va pensar en abandonar el projecte en algunes ocasions a causa de la incertesa sobre com sortiria la pel·lícula, tenint en compte que no tenia un guió acabat. Va dir que fer la pel·lícula era "un infern de vida diària", i aquell rodatge sense un guió acabat va ser "demolidor, però també va ser una manera d'alliberar tot el procés creatiu. Literalment, podríem decidir el dia com volíem que progressés una escena. No dic que sigui el camí fer pel·lícules, però et dona més llibertat”. Johnston va dir que els actors eren "molt flexibles" i que van fer front a la manca d'un guió acabat "el millor que podien". Alessandro Nivola va criticar la pel·lícula després de la seva estrena, dient en una entrevista de 2002: "Va ser com l'única part que he fet mai que no tenia res a la qual m'enganxa, pel que fa als personatges. […] Va ser una mena de bogeria". Els actors rebien contusions freqüentment durant el rodatge. Leoni va dir que "més del meu maquillatge era per cobrir les contusions reals que per crear-ne de falses". Michael Lantieri, que va treballar a les pel·lícules anteriors, va tornar com a consultor d'efectes especials. Lantieri va dir que Parc Juràssic III va ser la pel·lícula més exigent físicament de la sèrie: "Teníem un repartiment que estava disposat a rebre contusions i cops reals, patir calor real i, de fet, anar sota l'aigua".

#### Ubicacions
El rodatge va començar a Dillingham Airfield a Mokulēia, Hawaii, i va continuar a Oahu a principis de setembre de 2000. El rodatge a Oahu va incloure Heeia Kea Ranch. Les imatges aèries dels penya-segats de la costa nord de Molokai es van filmar després durant un període de dos dies, seguit d'una setmana de rodatge a Kauai, on les ubicacions incloïen la Vall de Hanalei i els boscos tropicals de la vall de Manoa. El rodatge a Hawaii va concloure a mitjans de setembre de 2000, després de rodar-se les escenes a South Fork del Riu Wailua de Kauai. En aquell moment, John August havia estat contractat per fer les revisions del guió no acreditades, que van ser seguits per un treball addicional de Buchman. Macy també va escriure una escena.
Després del rodatge de Hawaii, la producció es va traslladar a Califòrnia. Una conferència sobre dinosaures donada pel personatge d'Alan Grant es va filmar a l'Occidental College a Los Angeles el 10 d'octubre de 2000. Les escenes es van filmar als Center Bay Studios de Los Angeles a finals d'octubre. Altres llocs de rodatge a Califòrnia incloïen una pedrera de roca a Irwindale, mentre que l'interior del complex InGen es va filmar en un magatzem situat a l'est del centre de Los Angeles. Una altra escena es va rodar a El Mirage Lake, on Udesky i els mercenaris es preparen per a la seva visita a l'Illa Sorna. El petit paper de Dern com a Ellie es va rodar en un dia. Les escenes ambientades a la casa d'Ellie es van filmar a South Pasadena, Califòrnia.
Posteriorment, el rodatge es va traslladar al Lot d'Universal Studios a Los Angeles durant 96 dies. El dissenyador de producció Ed Verreaux i el greensman Danny Ondrejko van crear una selva tropical a l'Escenari 12 d'Universal. Ondrejko i el seu equip de 14 membres van trigar dos mesos a crear el conjunt de la selva, i l'equip de Lantieri va crear boira mitjançant l'ús de canonades. Johnston va quedar impressionat amb el conjunt i va tenir dificultats per distingir-lo de les selves de Hawaii.
L'escena més desafiant per a Lantieri va ser l'atac de l'Espinosaure a l'avió, que es va filmar en un escenari sonor. L'equip de Lantieri va construir quatre seccions d'avió per a l'escena. L'inici de l'escena representa l'avió estavellat en un arbre, a 4,6 m sobre el terra, abans que l'avió caigui a terra i sigui rodat per l'Espinosaure. Per a la primera part de la seqüència, Lantieri va crear un gimbal pneumàtic disfressat d'arbre, amb l'avió col·locat a la part superior. El cardà tenia 100 cavalls de força i s'alimentava amb sistemes hidràulics i mànegues. Va permetre sacsejar i inclinar l'avió. L'avió també tenia una zona de cabina de fuga per a una escena en què l'Espinosaure arrenca la part davantera. Una part posterior de l'escena de l'atac va requerir una estreta col·laboració amb l'equip de Winston, que va crear un suport de cames d'Espinosaure a gran escala, controlat per titellaires. La cama, suspesa en l'aire per dos pals, va ser colpejada contra un dels puntals del fuselatge de l'avió per a una sèrie d'escenes. Un altre avió d'hélice va ser equipat amb una màquina hidràulica, que va aixafar el fuselatge per dins, donant la impressió que estava sent aixafat per l'Espinosaure. Amb un altre avió d'atrezzo, els actors van ser filmats dins del fuselatge mentre es va rodar. Els actors van acceptar fer les seves pròpies acrobàcies per a l'escena, que Macy va comparar amb estar dins d'una assecadora de roba. Els especialistes només es van utilitzar per a un pla durant aquesta escena.
La pel·lícula és la primera de la sèrie que no es basa en una novel·la, tot i que inclou personatges i idees de Crichton, que va escriure les novel·les que van inspirar les dues pel·lícules anteriors. Per a Parc Juràssic III, Crichton va rebre un crèdit "basat en personatges creats per". Escenes que involucren un aviari de Pterosaure i un intent d'atac de T. rex a una bassa d'un riu va ser presentat a la primera novel·la Parc Juràssic (1990). Tot i que aquestes escenes estaven absents de l'adaptació cinematogràfica de la novel·la, es van afegir a Parc Juràssic III. L'atac de l'Espinosaure de la pel·lícula al vaixell és una versió modificada de l'escena de la novel·la. A Falls Lake, situat al solar d'Universal, Verreaux i el seu equip van construir una paret de roca gegant com a part d'un set d'escenari que representaria l'aviari del Pteranòdon d'InGen. Es van passar tres mesos col·locant blocs d'escuma que es van modelar a mà per formar roca irregular. Posteriorment, un equip va construir una bastida de 10 pisos de tres costats coberta amb una xarxa per simular l'aviari. L'escena de l'aviari es va filmar a principis de desembre de 2000. El set va ser redecorat per a la seqüència exterior nocturna en què l'Espinosaure ataca el vaixell. L'escena va implicar pluja i foc i va durar nou nits de rodatge. Una part de l'escena requeria que Macy estigués en una grua gegant i distregués l'Espinosaure. Macy va caure de la grua, però tenia un arnès. Una altra part de l'escena requeria que els actors actuessin sota l'aigua. L'escena que representa el telèfon satèl·lit a la femta d'Espinosaure es va filmar amb 950 L de farina de civada.

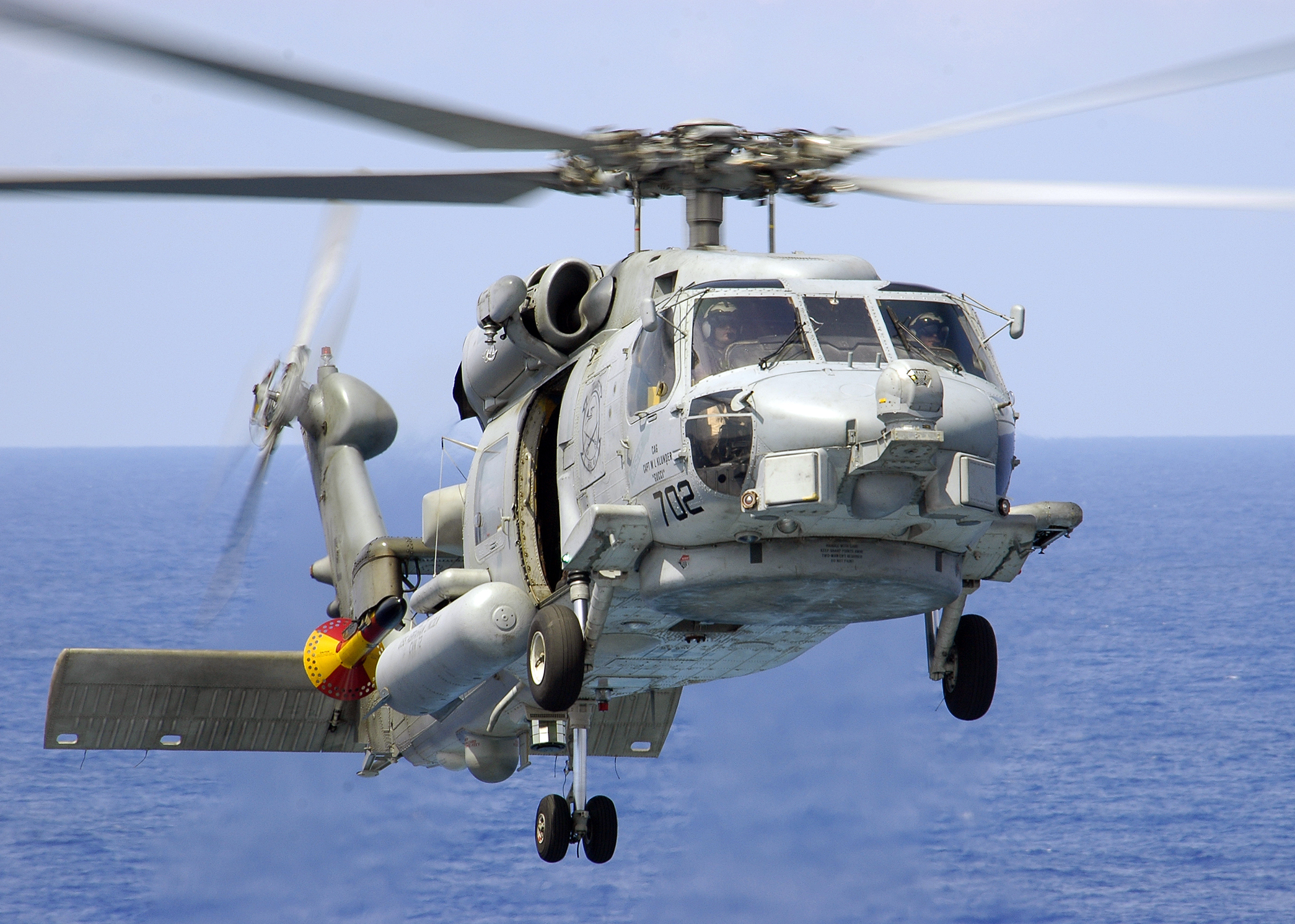
El Pentàgon va cedir a l'equip de producció dos helicòpters Sikorsky SH-60 Seahawk.

En un esborrany del guió del novembre de 2000, el Departament d'Estat dels Estats Units havia d'enviar un helicòpter i l'Ellie per rescatar els personatges, amb Ellie explicant que va arribar gràcies a un bon amic del departament. Aquest final no es va considerar prou emocionant, donant lloc al final amb els marines que venien a rescatar els personatges, mentre excloïen a Ellie de venir a l'illa. A la pel·lícula final, el marit d'Ellie és un empleat del Departament d'Estat, encara que no s'especifica la seva implicació en el rescat del grup. El nou final es va escriure al desembre, i el Pentàgon va prestar dos Sikorsky SH-60 Seahawks per la producció, així com quatre vehicles amfibis d'assalt i 80 marines.. La producció va tornar a Hawaii el gener de 2001 per filmar el final a la platja de Pila'a de Kauai. El tall més llarg de la pel·lícula sense crèdits va durar uns 96 minuts. La pel·lícula final, inclosos els crèdits, té una durada de 92 minuts, la qual cosa la converteix en la entrega més curta de la sèrie.

### Dinosaures en pantalla

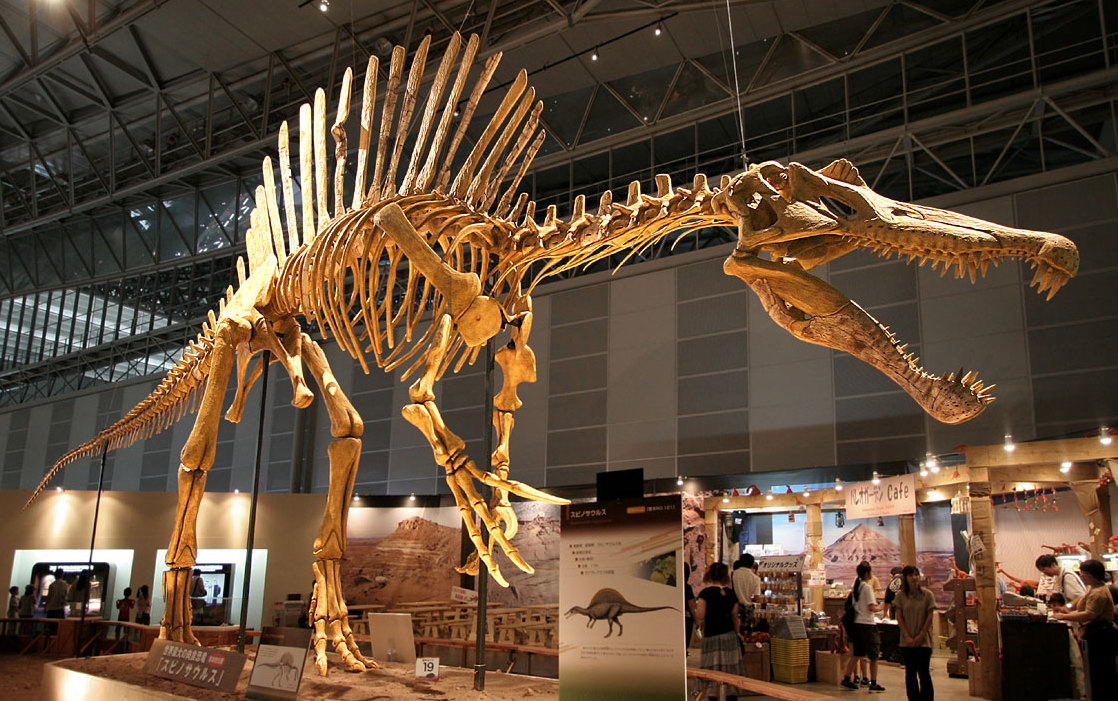
L'Espinosaure ocupa un lloc destacat a la pel·lícula.

Igual que amb les pel·lícules anteriors, Industrial Light & Magic (ILM) va proporcionar dinosaures mitjançant imatges generades per ordinador (CGI), mentre que Stan Winston i el seu equip van proporcionar animatrònica. Els animatrònics eren més avançats que els utilitzats en pel·lícules anteriors, i incloïa la capacitat de parpellejar, per augmentar la sensació de realisme. Mentre que els animatrònics s'utilitzaven per a primers plans, altres escenes utilitzaven pals amb imatges de caps de dinosaures adjuntats, com a marcadors de posició als quals els actors podien reaccionar. Els titellaires van treballar junts per crear els moviments de T. rex, Espinosaure i Velociraptor. Es van assignar diversos titellaires per operar diferents parts de cada dinosaure animatrònic i, en alguns casos, es necessitaven hores de pràctica perquè els titellaires d'un dinosaure actuessin en sincronia. Els animatrònics eren potents i es consideraven perillosos, ja que un moviment equivocat podria matar algú. Una escena, que representa la mort d'Udesky, es va filmar amb John Rosengrant, membre de l'equip de Winston, amb un vestit parcial de Velociraptor. L'equip de Winston va trigar aproximadament 13 mesos a dissenyar i crear els diferents dinosaures pràctics. ILM va escanejar escultures de dinosaures, també creades per l'equip de Winston, per crear les versions generades per ordinador dels animals. ILM també va dissenyar alguns dinosaures completament mitjançant CGI, incloent Ancilosaure i Braquiosaure. Els nous dinosaures que no apareixien a les pel·lícules anteriors incloïen l′Ankylosaurus, a més de Ceratosaure i Coritosaure.
El paleontòleg Jack Horner va treballar com a assessor tècnic de la pel·lícula, com ho havia fet a les pel·lícules anteriors. Horner va aparèixer al principi del desenvolupament de la pel·lícula quan s'estaven considerant idees pel guió. Després de dues pel·lícules, els cineastes van voler substituir el T. rex amb un nou antagonista de dinosaures. Baryonyx es va considerar originalment, i els primers cartells conceptuals ho reflectien. Finalment, Horner va convèncer els cineastes de substituir el T. rex amb l'Espinosaure que era més gran, un animal que tenia una vela distintiva a l'esquena. Johnston va dir que "molts dinosaures tenen una silueta molt similar a la del T. rex ... i volíem que el públic reconegués immediatament això com una altra cosa". Horner va plantejar la hipòtesi que el T. rex era més un carronyer, mentre que l'Espinosaure era un veritable depredador. Els rugits de l'Espinosaure de la pel·lícula es van crear barrejant els sons guturals baixos d'un lleó i un caiman, un cadell plorant d'ós i un crit allargat d'un ocell gran que donava als rugits una qualitat raspallada.
Winston i els seus escultors van crear un disseny inicial d'Espinosaure, i Horner va donar la seva opinió científica. L'equip de Winston va començar amb una versió de maqueta 1/16 de l'Espinosaure, abans de crear una versió a escala 1/5 amb més detalls, donant lloc a la creació de la versió final a escala real. El procés va durar 10 mesos. L'animatrònica de l'Espinosaure es va construir des dels genolls cap amunt, mentre que les preses de cos sencer de l'animal es van fer mitjançant CGI. L'Espinosaure animatrònic mesurava 13,4 metres de llarg, pesava 13 tones i era més ràpid i potent que el T. rex de 9 tones. Winston i el seu equip van haver d'eliminar una paret per treure l'animatrònica de l'Espinosaure de l'estudi de Winston, situat a Van Nuys, Califòrnia. Després es va transportar amb un camió pla fins al plató de la selva a l'escenari 12 d'Universal Studios. Verreaux va haver de dissenyar el conjunt per acomodar el dinosaure. A l'escenari sonor, l'Espinosaure es va col·locar en una pista que permetia moure la criatura cap enrere i cap endavant. Es van requerir quatre tècnics de Winston per operar completament l'animatrònica de l'Espinosaure.
La lluita entre l'Espinosaure i el T. rex va ser una de les últimes escenes rodades per a la pel·lícula, i els dos animatrònics van ser utilitzats àmpliament per a la lluita. Un T. rex animatrònic de la pel·lícula anterior va ser redissenyat per la seva aparició a Parc Juràssic III. L'animatrònica de l'Espinosaure era tan potent que va arrencar el cap del T. rex durant el rodatge. Johnston va dir que la lluita estava pensada com un homenatge modern a diverses pel·lícules anteriors que presentaven dinosaures creats per Ray Harryhausen. Un primer guió presentava una seqüència de mort per a l'Espinosaure prop del final de la pel·lícula, ja que Alan Grant utilitzaria la cambra de ressonància per cridar una manada de Velociraptors que l'atacarien i el matarien.
A causa de nous descobriments i teories en l'àmbit de la paleontologia, en aquesta pel·lícula diversos dinosaures són retratats de manera diferent a les anteriors. Els descobriments que suggereixen que els Velociraptors estaven plomats van provocar l'afegiment de característiques semblants a una ploma al cap i al coll dels mascles a la pel·lícula. Horner va dir: "Hem trobat proves que els Velociraptors tenien plomes o estructures semblants a les plomes, i ho hem incorporat al nou aspecte del dinosaure".

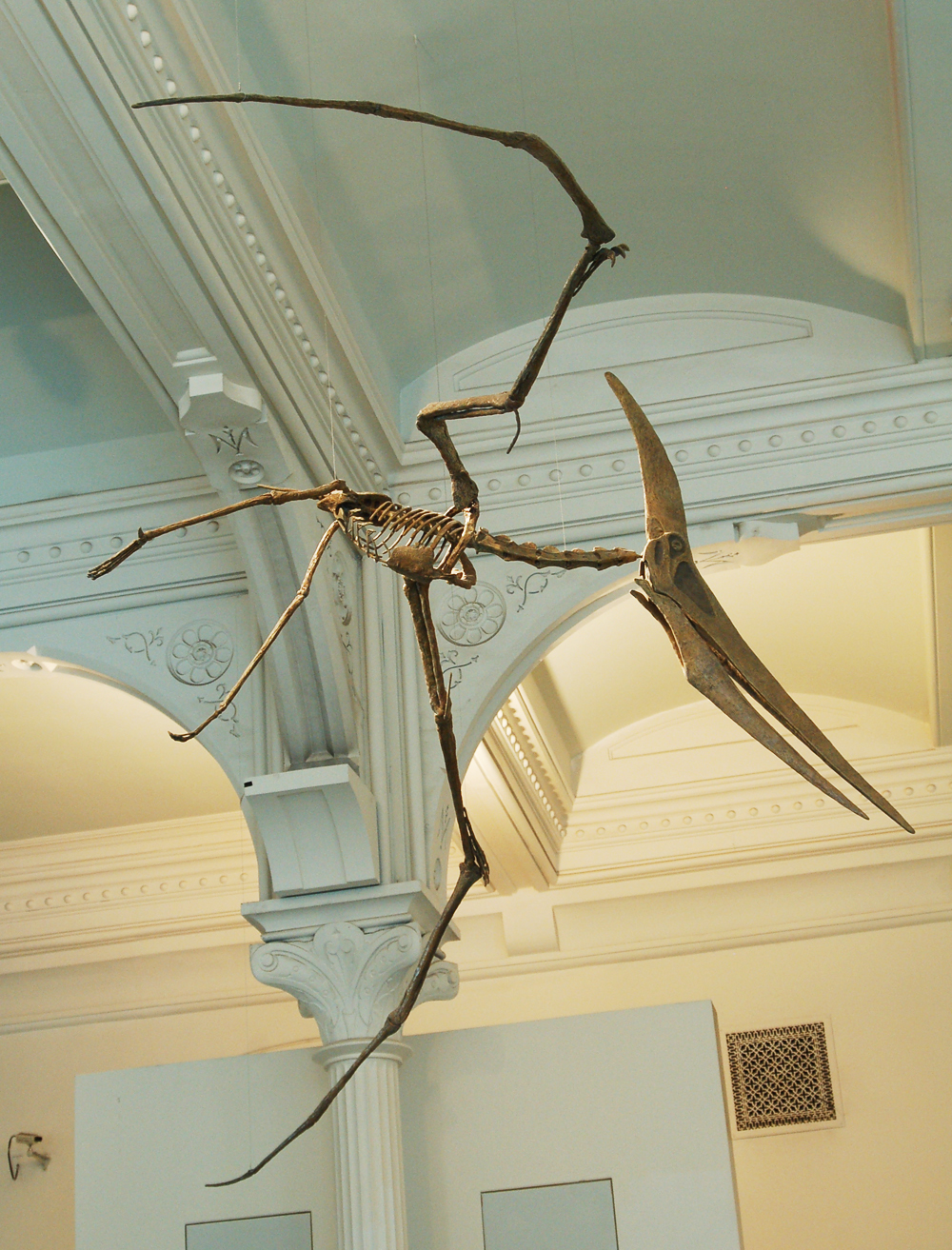
Spielberg va insistir que Johnston presentés el Pteranòdon a la pel·lícula.

Spielberg va insistir que Johnston inclogués Pteranòdons, que s'havien eliminat de les pel·lícules anteriors per raons de pressupost, amb l'excepció d'una breu aparició a El món perdut: Jurassic Park. Els Pteranòdons que apareixen a Parc Juràssic III són una versió de ficció de l'animal real. Els animals es van crear amb una combinació d'animatrònica i titelles. Winston i el seu equip van crear un model de Pteranodon amb una envergadura de 40 peus, tot i que les criatures apareixen principalment a la pel·lícula mitjançant CGI. Els animadors de l'ILM van estudiar imatges de ratpenats i ocells durant el vol, i també van treballar estretament amb un expert en pteranodon per crear els moviments de vol de les criatures. L'equip de Winston també va dissenyar i crear cinc titella de vara per representar nadons pteranodons en un niu, amb titellaires treballant sota el niu per controlar-los. Johnston va triar els pteranòdons per acabar la pel·lícula perquè volia un pla final ja que "aquestes criatures eren belles i elegants". En un moment donat, hi va haver discussions sobre una seqüència final en què els pteranòdons atacarien els supervivents en el seu helicòpter després de sortir de l'illa. Això va ser descartat per motius pressupostaris.
La pel·lícula conté més de 400 plans d'efectes, aproximadament el doble del nombre que apareixen a les dues pel·lícules anteriors combinades. La majoria dels trets van ser per a la lluita entre el T. rex i l'Espinosaure, i per a la seqüència d'aviari del Pteranòdon. Menys de la meitat dels 400 plans d'efectes implicaven dinosaures, ja que els animadors també s'havien de centrar en l'entorn ambiental, com ara el fullatge de la selva raspallat pels dinosaures. Alguns plans duraven només uns segons, però requerien mesos de treball.

## Banda sonora
El compositor John Williams, que va treballar a les pel·lícules anteriors, estava ocupat escrivint la música per a A.I. Intel · ligència artificial; va recomanar a Don Davis per escriure la de Parc Juràsic III. Els temes originals de Williams i diversos de nous —com un per a l'Espinosaure que es centrava en els sons greus, amb tubes, trombons i timbals—es van integrar a la partitura. La lluita entre l'Espinosaure i el Tiranosaure, que Davis va comparar amb la lluita de King Kong amb dinosaures a la pel·lícula de 1933, juxtaposa el tema de l'Espinosaure amb el que Williams va escriure per al T. rex. A més, "Big Hat, No Cattle", una cançó de Randy Newman, es va utilitzar en l'escena d'un restaurant. La banda sonora es va publicar el juliol de 2001.

## Màrqueting i mercaderia
Un tràiler de Parc Juràssic III es va publicar en línia el setembre de 2000, que també es va trobar als llançaments de DVD dels seus predecessors. La primera imatge de la pel·lícula es va estrenar quatre mesos després. Universal va evitar un màrqueting precoç excessiu per evitar una possible reacció; l'estudi creia que el coneixement de la pel·lícula ja era suficient. El màrqueting va començar l'abril de 2001, tres mesos abans de l'estrena de la pel·lícula. El primer metratge de la pel·lícula es va emetre durant el final de la segona temporada de Survivor el maig de 2001, i el lloc web oficial es va posar en línia a finals de juny. Els socis promocionals incloïen Kodak i Coca-Cola. No hi va haver cap promoció de menjar ràpid als Estats Units, encara que les joguines de menjar per a nens basades en la pel·lícula es van oferir als punts de venda canadencs de Burger King.
També es va publicar una novel·lació de Scott Ciencin, dirigida als nens petits. Ciencin també va escriure tres llibres infantils per relacionar-los amb els esdeveniments de la pel·lícula: Jurassic Park Adventures: Survivor, el primer llibre, detalla les vuit setmanes que l'Eric va passar sol a l'Illa Sorna; Jurassic Park Adventures: Prey porta a Eric i Alan que tornen a l'illa Sorna per rescatar un grup de cineastes adolescents; i Jurassic Park Adventures: Flyers implica l'Eric i l'Alan liderant la casa del Pteranodon després que nien en un parc temàtic d'Universal Studios.
A principis de 2001, Hasbro va llançar una línia de figures d'acció de 89 mm que inclouen dinosaures electrònics, humans i vehicles, coincidint amb l'estrena de la pel·lícula. Les figures es van reduir a partir de les figures d'acció originals de Kenner de les línies de joguines anteriors a Parc Juràssic III. També es va llançar una línia de joguines a través de la marca Lego Studios. Playskool va llançar una línia de joguines anomenada Jurassic Park Junior, que anaven dirigides als nens petits. També es va produir una línia més petita de joguines de fosa a pressió i una varietat de roba. El novembre de 2001, per promocionar l'imminent llançament de la pel·lícula als Estats Units, Universal va llançar un lloc web de màrqueting viral per a Illa Travel, una agència de viatges fictícia d'Illa Sorna.

### Promoció de telègons mòbils
Per a l'estrena de la pel·lícula a casa, Universal es va associar amb la companyia de telèfons mòbils Hop-On per produir "el primer telèfon mòbil d'un sol ús del món", que hauria estat disponible a través d'una oferta en paquet en comprar la pel·lícula. Els telèfons s'havien de lliurar gratuïtament als clients que responguessin a una targeta promocional guanyadora que es va subministrar amb còpies seleccionades de la pel·lícula. Al voltant de 5.000 còpies de la pel·lícula contenien una targeta promocional guanyadora; unes 1.000 van ser redimides.
La promoció es va cancel·lar perquè els telèfons no es van poder acabar a temps. Una investigació del San Francisco Chronicle va revelar que les versions de mostra dels telèfons mòbils de Hop-On eren en realitat telèfons Nokia modificats; Hop-On tenia problemes amb el seu propi disseny. Els clients que havien de rebre els telèfons mòbils van rebre un xec de 30 dòlars i un DVD gratuït.

## Estrena
La pel·lícula va ser estrenada a l'Universal Amphitheatre de Los Angeles, Califòrnia, el 16 de juliol de 2001; dos dies després es va estrenar als Estats Units i altres països. En Neill, ciutadà de Nova Zelanda, va acollir l'estrena de la pel·lícula a Australàsia a la ciutat de Dunedin a l'agost.

### Mitjans domèstics
La pel·lícula es va estrenar en VHS i DVD l'11 de desembre de 2001. Va ser reestrenat amb les dues seqüeles al desembre com la Jurassic Park Trilogy, i com a Jurassic Park Adventure Pack el novembre de 2005. El 2011, la pel·lícula es va estrenar en Blu-ray com a part de la col·lecció de Blu-ray Jurassic Park: Ultimate Trilogy. També s'inclou a la col·lecció Blu-ray Jurassic Park en 4K UHD, que es va publicar el 22 de maig de 2018.

## Rebuda

### Taquilla
Parc Juràssic III es va estrenar el 18 de juliol de 2001 amb 19 milions de dòlars. En aquell moment, va tenir la segona obertura de dimecres més alta de qualsevol pel·lícula, després de Star Wars: Episode I – The Phantom Menace. En només cinc dies, va generar un total de 80,9 milions de dòlars. La pel·lícula també havia recaptat 50,3 milions de dòlars durant el seu cap de setmana d'estrena de tres dies. Quan es va estrenar la pel·lícula, va tenir el quart cap de setmana d'estrena de juliol més alt, per darrere de Independence Day, Homes de Negre i X-Men. Aquesta va ser la primera vegada que quatre pel·lícules consecutives havien fet un cap de setmana d'estrena de més de 45 milions de dòlars, unint-se a Planet of the Apes, Rush Hour 2 i American Pie 2. A més, va ser una de les quatre pel·lícules consecutives d'Universal del 2001 que va recaptar 40 milions de dòlars en els seus caps de setmana d'estrena, amb The Mummy Returns, The Fast and the Furious i American Pie 2 sent els altres. La pel·lícula finalment va recaptar 181,2 milions de dòlars als Estats Units i 368,8 milions de dòlars a tot el món, la qual cosa la converteix en la vuitena pel·lícula més taquillera de l'any a tot el món. Malgrat això, és la pel·lícula amb menys recaptació de la franquícia.

### Resposta crítica
A Rotten Tomatoes, la pel·lícula té una puntuació d'aprovació del 49% basada en 186 crítiques, amb una puntuació mitjana de 5,30/10. El consens dels crítics del lloc diu: "Parc Juràssic III és més fosc i més ràpid que els seus predecessors, però això no compensa del tot el continu declivi creatiu de la franquícia." A Metacritic la pel·lícula té una puntuació mitjana ponderada de 42 sobre 100, basada en 30 crítics, que indica "crítiques mixtes o mitjanes". El públic enquestat per CinemaScore va donar a la pel·lícula una nota mitjana de "B-" en una escala d'A+ a F. A Metacritic, va ser la pel·lícula amb una puntuació més baixa de la franquícia Parc Juràssic fins a l'estrena de Jurassic World Dominion el 2022 i segueix sent la pel·lícula amb menys puntuació de la trilogia original. La distribuïdora de pel·lícules, Universal, no va permetre que es publiquessin crítiques fins a l'estrena de la pel·lícula.
Owen Gleiberman d'Entertainment Weekly, que va elogiar les anteriors pel·lícules de Jurassic Park, va atorgar a la tercera pel·lícula una nota C, i va escriure "Parc Juràssic III no té cap pretensió de ser més que un passeig de fantasia per a nens al parc temàtic, però és un viatge rutinari. La bruixeria de Spielberg ha desaparegut, i el seu toc lleuger de ballet també, i això fa d'aquesta pel·lícula de 90 minuts als personatges, més avorrits". Derek Elley de Variety va parlar sobre la pel·lícula destacant "un viatge amb tota l'acció, però, no t'oblidis de comprar el joc d'ordinador que fa que les dues entregues anteriors semblin models de cinema clàssic". Ben Varkontine de PopMatters va dir "no és un viatge tan bo com la primera, però millor que la segona". Apollo Movie Guide va etiquetar la pel·lícula com a "gairebé igual a la primera pel·lícula" sense que "sense necessitat de noves idees ni tan sols un guió". La revista Empire va donar a la pel·lícula 3 estrelles de 5, destacant-la com a "curta, descarnada i de por intermitent".
A Ebert and Roeper, Richard Roeper li va donar un Thumbs Down mentre Roger Ebert li va concedir un Thumbs Up. En una revisió posterior, Ebert la va anomenar "la millor superproducció de l'estiu". En la seva ressenya, Ebert va donar a la pel·lícula tres estrelles i va dir que "no és tan impressionant com la primera pel·lícula ni tan elaborada com la segona, però a la seva manera de pel·lícula B és una petita màquina d'emoció". També va escriure: "No puc elogiar-la pel seu art, però no he de descuidar el seu ofici, i sobre aquesta base la recomano". El paleontòleg Robert T. Bakker, un dels primers pioners de la connexió dinosaure-ocell, va dir que les plomes s'afegeixen al Velociraptor per a Parc Juràssic III,  "semblava el tupé d'un correcamins", però va reconèixer que les plomes són temes difícils per a l'animació per ordinador i va especular que els Velociraptors de Parc Juràssic IV tindrien un plomatge més realista. Spielberg, segons el seu portaveu, estava "molt content" amb el treball de Johnston a la pel·lícula. El 2002, Crichton va dir que no havia vist la pel·lícula. Alguns fans de la sèrie estaven molestos amb la decisió de matar el T. rex i substituir-lo per un nou dinosaure. Marjorie Baumgarten d'Austin Chronicle va declarar "Quan el gag d'un telèfon mòbil és més emocionant i inventiu que tot la resta en un blockbuster estiuenc amb dinosaures, pots fer-te la pregunta de si aquests dinosaures no estan ja preparats per extingir-se." Michael Wilmington del Chicago Tribune va destacar "Una altra d'aquestes recents meravelles de Hollywood completament buides a nivell argumental."

### Valoracions retrospectives
Algunes crítiques posteriors de la pel·lícula han estat positives, amb un parell de crítiques que la declaren superior a El món perdut: Jurassic Park. Les revisions retrospectives també han elogiat la seqüència de l'aviari. Simon Brew, escrivint per a Den of Geek, va declarar el 2007 que la pel·lícula té "una eficiència i un enfocament" que faltava a la pel·lícula anterior. Va gaudir amb les escenes en set, però va criticar el final brusc. Comparant la primera pel·lícula amb Parc Juràssic III, David Chen de /Film va escriure l'any 2009 que l'original va aconseguir "emocionar el públic i fer-los pensar", mentre que la segona "no va fer cap dels dos casos especialment bé".
Diversos crítics van revisar la pel·lícula el 2015, quan es va estrenar Jurassic World. Justin Harp de Digital Spy va escriure que malgrat les deficiències de Parc Juràssic III, "segueix sent immensament visible i visualment impressionant. Aconsegueix un clar equilibri entre moments de terror i rialles genuïnes". Tot i que Harp va considerar que la pel·lícula era l'ovella negra de la sèrie, la va descriure com "fresca, emocionant i, sobretot, molt divertida". Matt Goldberg de Collider va escriure que la pel·lícula "en realitat no té cap raó per existir més enllà de demostrar que la franquícia potser mai hauria d'haver estat una franquícia per començar". Goldberg va declarar que la pel·lícula "està massa emocionada de fer-vos saber que [els Velociraptors] poden parlar vocalment entre ells, cosa que acaba semblant divertit. Sembla com si ens faltessin subtítols". Zaki Hasan de Sequart Organization va gaudir de la pel·lícula, però va escriure que té problemes com el final brusc.
Entertainment Weekly, el 2018, va escriure "el que manca de credibilitat a la trama ho compensa amb relatabilitat". La revista la va elogiar com l'única pel·lícula de la sèrie que "té zero a veure amb l'estupidesa científica o les forces corporatives sinistres", escrivint que era "potser la pel·lícula més narrativament original" de totes. Neill va dir el 2021 que creu que la pel·lícula "es descarta amb massa facilitat", opinant que és "molt bona", a part dels últims 10 minuts i el final "apressat".

### Premis
| Premi                     | Data de la cerimònia | Categoria | Destinatari(s)            | Resultat  | Ref(s)  |
| ------------------------- | -------------------- | --- | ------------------------- | --------- | ------- |
| BMI Film Awards           | 15 de maig de 2002   | Millor Música | Don Davis i John Williams | Guanyador | [ 169 ] |
| Golden Raspberry Awards   | 23 de març de 2002   | Pitjor remake o seqüela                                                                                             |                           | Nominat   | [ 170 ] |
| Golden Reel Awards        | 23 de març de 2002   | Millor edició de so – Efectes i Foley                                                                               |                           | Nominat   | [ 171 ] |
| Golden Trailer Awards     | 2002                 | Millor pel·lícula de terror/thriller                                                                                |                           | Nominat   | [ 172 ] |
| Satellite Awards          | 19 de gener de 2002  | Millors efectes visuals                                                                                             | Jim Mitchell              | Nominat   | [ 173 ] |
| Satellite Awards          | 19 de gener de 2002  | Millor so | Howell Gibbens            | Nominat   | [ 173 ] |
| Saturn Awards             | 10 de juny de 2002   | Millor pel·lícula de ciència-ficció                                                                                 |                           | Nominat   | [ 174 ] |
| Saturn Awards             | 10 de juny de 2002   | Millors efectes especials                                                                                           |                           | Nominat   | [ 174 ] |
| Stinkers Bad Movie Awards | 2002                 | La pitjor actriu | Tea Leoni                 | Nominat   | [ 175 ] |
| Stinkers Bad Movie Awards | 2002                 | El pitjor guió per a una pel·lícula que guanya més de 100 milions de dòlars a tot el món fent servir Hollywood Math |                           | Nominat   | [ 175 ] |
| Stinkers Bad Movie Awards | 2002                 | La pitjor seqüela                                                                                                   |                           | Nominat   | [ 175 ] |

## Videojocs
El 2001 es van llançar diversos videojocs basats en pel·lícules. Knowledge Adventure va produir tres jocs, Jurassic Park III: Danger Zone!, Jurassic Park III: Dino Defender, i Scan Command: Jurassic Park, tots per a Microsoft Windows. Konami va llançar tres jocs més per a Game Boy Advance, inclosos Jurassic Park III: The DNA Factor, Jurassic Park III: Island Attack, i Jurassic Park III: Park Builder. També es va llançar un videojoc recreatiu, també titulat Jurassic Park III.